# Lasioglossum perpessicium
Lasioglossum perpessicium là một loài Hymenoptera trong họ Halictidae. Loài này được Kohl mô tả khoa học năm 1908.